# بيت براون
بيت براون (بالإنجليزية: Pete Brown)‏ هو عازف ساكسفون أمريكي، ولد في 9 نوفمبر 1906 في بالتيمور في الولايات المتحدة، وتوفي في 20 سبتمبر 1963 في نيويورك في الولايات المتحدة.

## وصلات خارجية
- بيت براون على موقع ميوزك برينز (الإنجليزية)
- بيت براون على موقع أول ميوزيك (الإنجليزية)
- بيت براون على موقع ديسكوغز (الإنجليزية)